# Pettstadt
Pettstadt település Németországban, azon belül Bajorországban. Lakosainak száma 2214 fő (2023. december 31.).

## Népesség
A település népessége az elmúlt években az alábbi módon változott:
| Lakosok száma | 559  | 705  | 1195 | 1411 | 1966 | 1958 | 1978 | 1993 | 2055 | 2214 |
|               | 1875 | 1950 | 1975 | 1987 | 2012 | 2014 | 2016 | 2017 | 2021 | 2023 |